# Белозерский район (Курганская область)

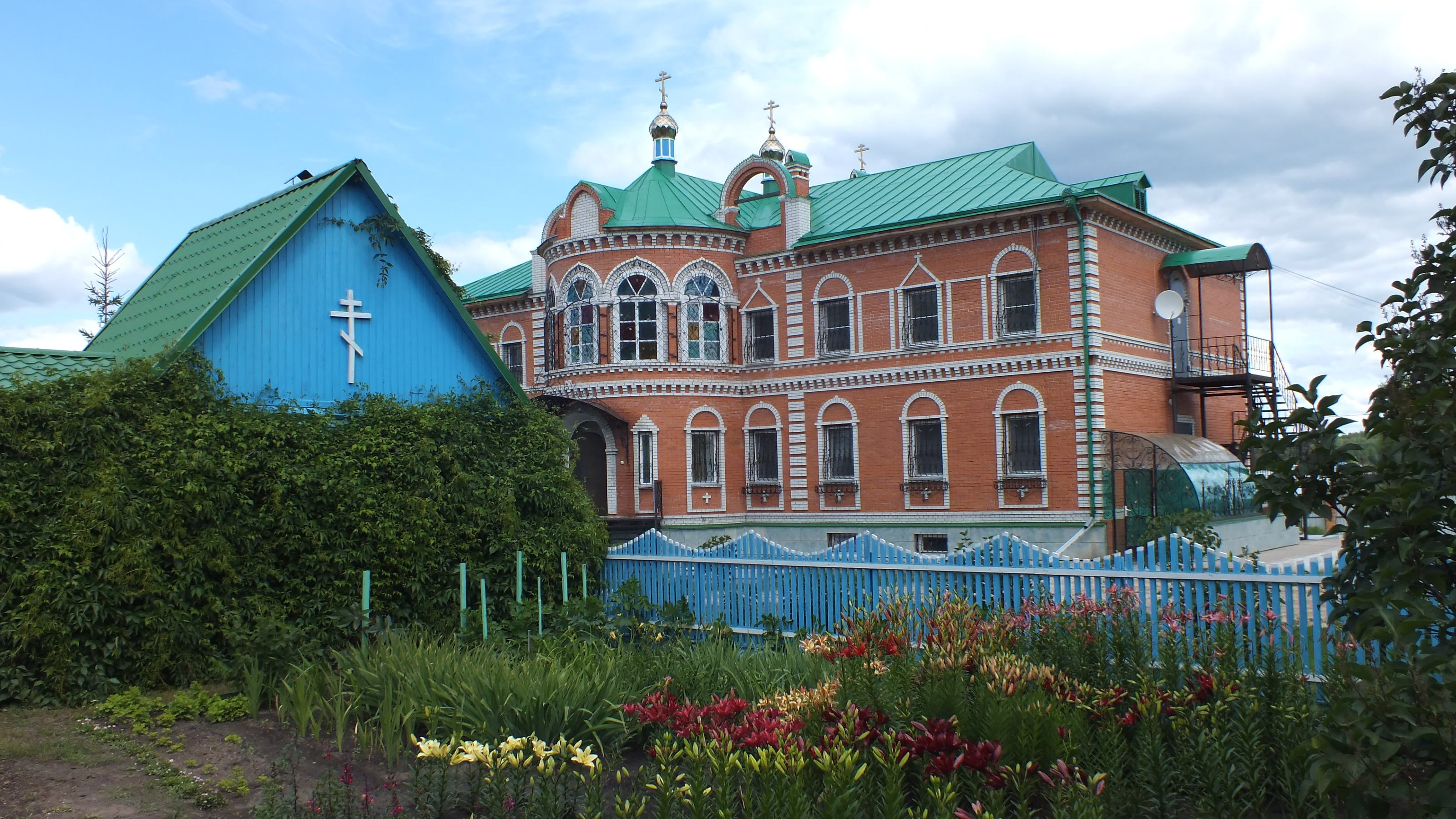
Братский корпус с домовым храмом в Казанском Чимеевском мужском монастыре в селе Чимеево.

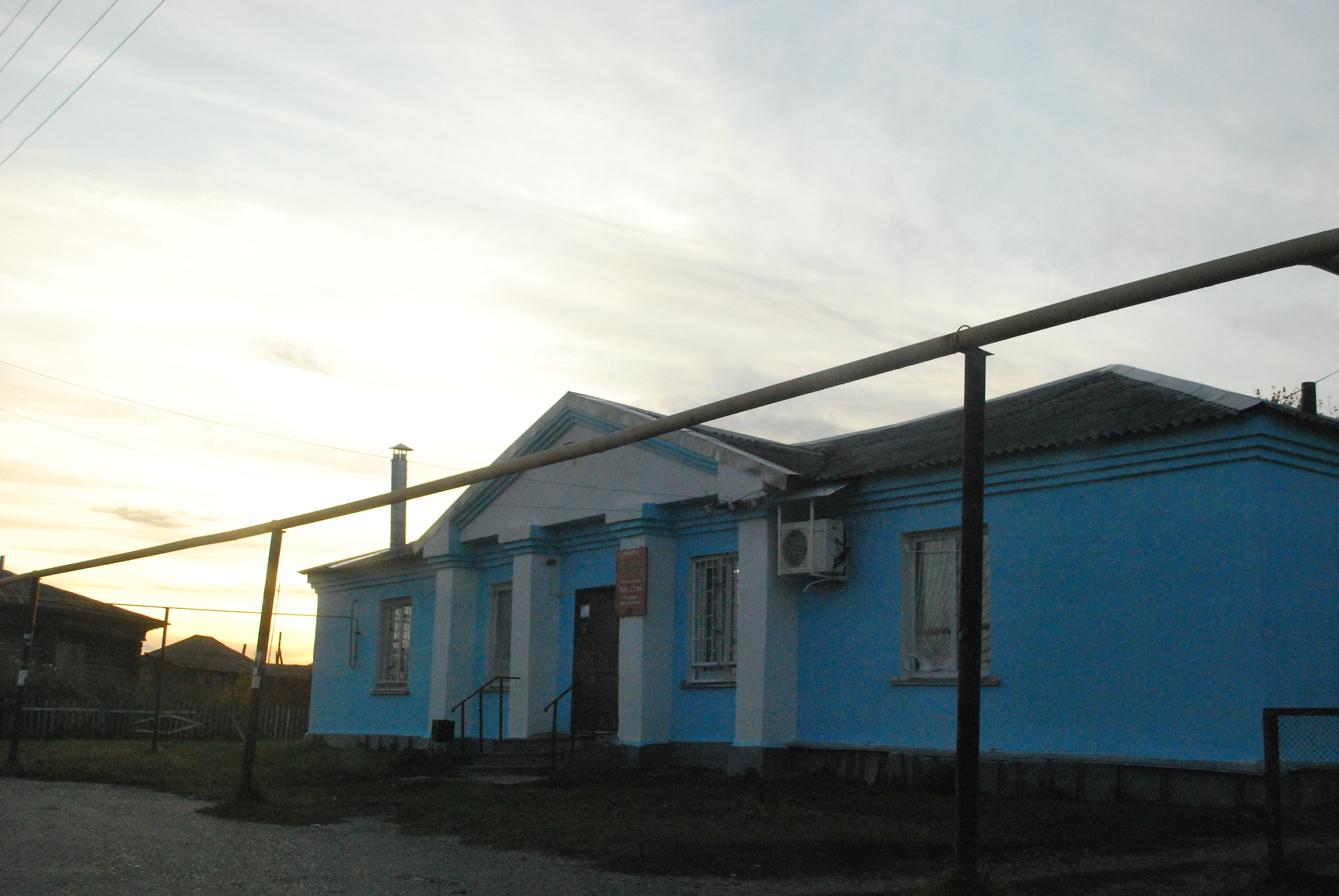
Здание в деревне Ягодная.

Белозе́рский райо́н — административно-территориальная единица (район) в Курганской области России. В границах района образован Белозерский муниципальный округ (с 2004 по 2021 год — муниципальный район).
Административный центр — село Белозерское.

## География
Район расположен в северной части Курганской области и граничит с Шатровским, Каргапольским, Варгашинским, Кетовским районами области, с Тюменской областью.

## История
Заселение территории района русскими началось в середине XVII века: в 1665 году основана слобода Белозерская, около 1670 года — село Чимеевское и деревня Бочанцева, около 1675 года — деревня Корюкина, в 1680 году — слободы Иковская и Усть-Суерская, около 1685 года — села Речкино, Памятинское (Памятное) и Меньшиково (Нижнетобольное), деревни Заозёрная, Петухово, Пухова (Гагарье), Редькина, в 1688 году — слобода Тебенякская, около 1690 года — село Карачтинское (Боровское), деревня Слободчикова.
До 1923 года территория района находилась в составе Белозерской, Иковской, Мендерской, Усть-Суерской волостей, а также частично в составе Тебенякской и Шмаковской волостей Курганского уезда.

### 1923—1963 гг.
На основании постановлений ВЦИК от 3 ноября и 12 ноября 1923 года в составе Курганского округа Уральской области образован Белозерский район с центром в с. Белозерском. В его состав вошло 27 сельсоветов: Ачикульский, Баитовский, Белозерский, Боровлянский, Боровской, Большезаполойский, Большезарослинский, Вагинский, Иковский, Доможировский, Зюзинский, Кошкинский, Куликовский, Лихачевский, Менщиковский, Мендерский, Памятинский, Першинский, Речкинский, Рычковский, Скатинский, Скопинский, Слободчиковский, Стенниковский, Тебенякский, Тюменцевский, Усть-Суерский.
Постановлением Президиума Уралоблисполкома от 31 декабря 1925 года из Марайского района переданы Петуховский и Романовский сельсоветы, образован Шмаковский сельсовет.
Постановлением Президиума Уралоблисполкома от 15 сентября 1926 года Большезаполойский сельсовет переименован в Заполойский, Большезарослинский сельсовет переименован в Зарослинский.
Постановлением Президиума Курганского окрисполкома от 4 сентября 1928 года Баитовский сельсовет переименован в Диановский.
Постановлением ВЦИК от 1 января 1932 года в район переданы Долговский, Камаганский, Козловский, Лебяжьевский, Могилевский 1-й, Могилевский 2-й, Пьянковский, Чимеевский сельсоветы упразднённого Чашинского района, Шастовский и Шмаковский сельсоветы упразднённого Марайского района.
В 1932-34 гг. Долговский сельсовет был переименован в Белоусовский.
Постановлением ВЦИК от 17 января 1934 года вошёл в состав вновь образованной Челябинской области.
Постановлением ВЦИК от 20 декабря 1934 года Могилевский 1-й сельсовет передан в Каргапольский район.
Постановлением ВЦИК от 18 января 1935 года Шастовский и Шмаковский сельсоветы переданы в состав вновь образованного Мостовского район, Белоусовский, Зарослинский, Камаганский, Козловский, Лебяжьевский, Мендерский, Могилевский 2-й, Пьянковский, Чимеевский сельсоветы переданы в состав вновь образованного Чашинского района.
Указом Президиума Верховного Совета СССР от 6 февраля 1943 года район включён в состав Курганской области.
Указом Президиума Верховного Совета РСФСР от 14 июня 1954 года упразднены Ачикульский, Диановский, Доможировский, Заполойский, Зюзинский, Иковский, Куликовский, Лихачёвский, Петуховский, Рычковский, Стенниковский, Тебенякский, Тюменцевский, Усть-Суерский сельсоветы.
Указом Президиума Верховного Совета РСФСР от 1 февраля 1963 года Белозерский район упразднён, его территория вошла в состав укрупнённых Варгашинского и Каргапольского сельских районов.

### С 1965 года
Указом Президиума Верховного Совета РСФСР от 12 января 1965 года образован Белозерский район в составе Курганской области с центром в с. Белозерском. В его состав вошло 15 сельсоветов: Белозерский, Боровлянский, Боровской, Вагинский, Камаганский, Кошкинский, Нижнетобольный, Памятинский, Першинский, Полевской, Пьянковский, Романовский, Скатинский, Скопинский, Слободчиковский, Чимеевский.
Решением Курганского облисполкома от 14 декабря 1971 года образован Баяракский сельсовет, Полевской сельсовет переименован в Светлодольский.
Решением Курганского облисполкома от 22 декабря 1972 года Слободчиковский сельсовет переименован в Зюзинский, Кошкинский сельсовет переименован в Рычковский.
Решением Курганского облисполкома от 29 марта 1973 года Романовский сельсовет переименован в Новодостоваловский.
Решением Курганского облисполкома от 19 декабря 1973 года образован Речкинский сельсовет.
Решением Курганского облисполкома от 18 марта 1975 года Чимеевский сельсовет переименован в Ягодинский.
Решением Курганского облисполкома от 11 октября 1985 года образован Зарослинский сельсовет.
Законом Курганской области от 30 мая 2018 года упразднён Зюзинский сельсовет.
Законом Курганской области от 29 декабря 2021 года № 172 в районе упразднены все сельсоветы, муниципальный район и входившие в его состав сельские поселения были преобразованы к 9 января 2022 года в муниципальный округ.

## Население
| 1926    | 1939    | 1959    | 1970    | 1979    | 1989    | 2002    | 2004    |
| ------- | ------- | ------- | ------- | ------- | ------- | ------- | ------- |
| 41 783  | ↘29 616 | ↘26 654 | ↗28 937 | ↘24 442 | ↘24 208 | ↘21 128 | ↗21 334 |
| 2009    | 2010    | 2011    | 2012    | 2013    | 2014    | 2015    | 2016    |
| ↘18 592 | ↘16 934 | ↘16 899 | ↘16 470 | ↘15 980 | ↘15 521 | ↘15 258 | ↘15 095 |
| 2017    | 2018    | 2019    | 2020    | 2021    |         |         |         |
| ↘15 083 | ↗15 117 | ↘14 980 | ↘14 795 | ↘13 185 |         |         |         |

### Национальный состав
По результатам переписи населения 2010 года: русские — 95,4 %, казахи — 1,6 %

## Территориальное устройство
В рамках административно-территориального устройства, до 2021 года район делился на административно-территориальные единицы: 18 сельсоветов.
В рамках муниципального устройства, до 2021 года в одноимённый муниципальный район входили 18 муниципальных образований со статусом сельских поселений.
| №        | Бывшее муниципальное образование | Административный центр   | Количество населённых пунктов | Население (чел.) | Площадь (км²) |
| -------- | -------------------------------- | ------------------------ | ----------------------------- | ---------------- | ------------- |
| 1        | Баяракский сельсовет             | село Баярак              | 2                             | →287             |               |
| 2        | Белозерский сельсовет            | село Белозерское         | 4                             | ↘4724            |               |
| 3        | Боровлянский сельсовет           | село Боровлянка          | 3                             | ↘1031            |               |
| 4        | Боровской сельсовет              | село Боровское           | 4                             | ↘1197            |               |
| 5        | Вагинский сельсовет              | село Вагино              | 3                             | ↘1197            |               |
| 6        | Зарослинский сельсовет           | деревня Большое Зарослое | 2                             | ↘181             |               |
| 6.000001 | Зюзинский сельсовет              | село Зюзино              | 5                             | ↘368             |               |
| 7        | Камаганский сельсовет            | село Большой Камаган     | 3                             | ↘227             |               |
| 8        | Нижнетобольный сельсовет         | село Нижнетобольное      | 8                             | ↘678             |               |
| 9        | Новодостоваловский сельсовет     | село Новодостовалово     | 6                             | ↘389             |               |
| 10       | Памятинский сельсовет            | село Памятное            | 4                             | ↘738             |               |
| 11       | Першинский сельсовет             | село Першино             | 4                             | ↘900             |               |
| 12       | Пьянковский сельсовет            | село Пьянково            | 2                             | ↘206             |               |
| 13       | Речкинский сельсовет             | село Речкино             | 3                             | ↘268             |               |
| 14       | Рычковский сельсовет             | село Рычково             | 6                             | ↘974             |               |
| 15       | Светлодольский сельсовет         | село Светлый Дол         | 6                             | ↘1035            |               |
| 16       | Скатинский сельсовет             | село Скаты               | 2                             | ↗336             |               |
| 17       | Скопинский сельсовет             | село Скопино             | 1                             | ↘274             |               |
| 18       | Ягоднинский сельсовет            | деревня Ягодная          | 3                             | ↗849             |               |

Законом Курганской области от 30 мая 2018 года N 49, в состав Боровского сельсовета были включены все населённые пункты упразднённого Зюзинского сельсовета.
Законом Курганской области от 29 декабря 2021 года муниципальный район и все входившие в его состав сельские поселения были упразднены и преобразованы путём их объединения в муниципальный округ; помимо этого были упразднены и сельсоветы района как его административно-территориальные единицы.

## Населённые пункты
В Белозерском районе (муниципальном округе) 71 населённый пункт (все — сельские).
| №  | Населённый пункт | Тип     | Население | Бывшее муниципальное образование |
| -- | ---------------- | ------- | --------- | -------------------------------- |
| 1  | Ачикуль          | деревня | ↘65       | Нижнетобольный сельсовет         |
| 2  | Баярак           | село    | ↘272      | Баяракский сельсовет             |
| 3  | Белозерское      | село    | ↘3769     | Белозерский сельсовет            |
| 4  | Березово         | деревня | ↘104      | Баяракский сельсовет             |
| 5  | Березовский      | посёлок | ↘99       | Боровской сельсовет              |
| 6  | Большое Зарослое | деревня | ↘144      | Зарослинский сельсовет           |
| 7  | Большой Заполой  | деревня | ↘25       | Нижнетобольный сельсовет         |
| 8  | Большой Камаган  | село    | ↘227      | Камаганский сельсовет            |
| 9  | Боровлянка       | село    | ↘852      | Боровлянский сельсовет           |
| 10 | Боровское        | село    | ↘644      | Боровской сельсовет              |
| 11 | Бузан            | село    | ↘15       | Боровской сельсовет              |
| 12 | Бунтина          | деревня | ↘102      | Першинский сельсовет             |
| 13 | Вагино           | село    | ↘61       | Вагинский сельсовет              |
| 14 | Волосникова      | деревня | ↘79       | Памятинский сельсовет            |
| 15 | Гагарье          | деревня | ↘25       | Нижнетобольный сельсовет         |
| 16 | Говорухино       | деревня | ↗11       | Рычковский сельсовет             |
| 17 | Дианово          | деревня | ↘7        | Боровской сельсовет              |
| 18 | Доможирова       | деревня | ↘122      | Белозерский сельсовет            |
| 19 | Екимово          | деревня | ↘184      | Речкинский сельсовет             |
| 20 | Зюзино           | село    | ↘247      | Боровской сельсовет              |
| 21 | Иковское         | деревня | ↘51       | Рычковский сельсовет             |
| 22 | Кирово           | деревня | ↘75       | Светлодольский сельсовет         |
| 23 | Козлова          | деревня | ↘0        | Камаганский сельсовет            |
| 24 | Корюкина         | деревня | ↘772      | Белозерский сельсовет            |
| 25 | Кошкино          | село    | ↘79       | Рычковский сельсовет             |
| 26 | Куликово         | деревня | ↘275      | Белозерский сельсовет            |
| 27 | Лебяжье          | деревня | ↘44       | Ягоднинский сельсовет            |
| 28 | Лихачи           | деревня | ↘106      | Боровской сельсовет              |
| 29 | Малое Зарослое   | деревня | ↘98       | Зарослинский сельсовет           |
| 30 | Малый Заполой    | деревня | ↘80       | Нижнетобольный сельсовет         |
| 31 | Малый Камаган    | деревня | ↘85       | Пьянковский сельсовет            |
| 32 | Масляная         | деревня | ↘149      | Боровской сельсовет              |
| 33 | Мендерское       | деревня | ↘171      | Светлодольский сельсовет         |
| 34 | Мокино           | деревня | ↘154      | Новодостоваловский сельсовет     |
| 35 | Мясникова        | деревня | ↘196      | Вагинский сельсовет              |
| 36 | Нижнетобольное   | село    | ↘393      | Нижнетобольный сельсовет         |
| 37 | Новодостовалово  | село    | ↘203      | Новодостоваловский сельсовет     |
| 38 | Новозаборка      | деревня | ↘59       | Боровской сельсовет              |
| 39 | Ордина           | деревня | ↘30       | Скатинский сельсовет             |
| 40 | Орловка          | деревня | ↘82       | Светлодольский сельсовет         |
| 41 | Охотино          | деревня | ↘29       | Нижнетобольный сельсовет         |
| 42 | Памятное         | село    | ↘619      | Памятинский сельсовет            |
| 43 | Першино          | село    | ↘638      | Першинский сельсовет             |
| 44 | Песьяное         | деревня | ↘22       | Новодостоваловский сельсовет     |
| 45 | Петуховское      | деревня | ↘73       | Новодостоваловский сельсовет     |
| 46 | Подборная        | деревня | ↘41       | Вагинский сельсовет              |
| 47 | Полевое          | село    | ↘112      | Нижнетобольный сельсовет         |
| 48 | Пьянково         | село    | ↘227      | Пьянковский сельсовет            |
| 49 | Раздолье         | деревня | ↘40       | Нижнетобольный сельсовет         |
| 50 | Рассохина        | деревня | ↘2        | Светлодольский сельсовет         |
| 51 | Редькино         | деревня | ↘359      | Рычковский сельсовет             |
| 52 | Речкино          | село    | ↘147      | Речкинский сельсовет             |
| 53 | Романовское      | село    | ↘134      | Новодостоваловский сельсовет     |
| 54 | Русаково         | деревня | ↗49       | Рычковский сельсовет             |
| 55 | Рычково          | село    | ↘366      | Рычковский сельсовет             |
| 56 | Светлый Дол      | село    | ↘722      | Светлодольский сельсовет         |
| 57 | Скатова          | деревня | ↘5        | Речкинский сельсовет             |
| 58 | Скаты            | село    | ↘346      | Скатинский сельсовет             |
| 59 | Скопино          | село    | ↘285      | Скопинский сельсовет             |
| 60 | Слободчикова     | деревня | ↘0        | Боровской сельсовет              |
| 61 | Сорокина         | деревня | ↘0        | Камаганский сельсовет            |
| 62 | Стеклозавод      | посёлок | ↘390      | Боровлянский сельсовет           |
| 63 | Стенниково       | деревня | ↘78       | Памятинский сельсовет            |
| 64 | Тебеняк          | деревня | ↘83       | Першинский сельсовет             |
| 65 | Тебенякское      | деревня | ↘22       | Боровлянский сельсовет           |
| 66 | Тюменцева        | деревня | ↘164      | Першинский сельсовет             |
| 67 | Усть-Суерское    | село    | ↘130      | Памятинский сельсовет            |
| 68 | Чимеево          | село    | ↘446      | Ягоднинский сельсовет            |
| 69 | Чистолебяжье     | деревня | ↘0        | Новодостоваловский сельсовет     |
| 70 | Юрково           | деревня | ↘159      | Светлодольский сельсовет         |
| 71 | Ягодная          | деревня | ↘522      | Ягоднинский сельсовет            |

### Упразднённые населённые пункты
В 2007 году упразднены деревни: Пуховая, Обабково и Худякова

## Экономика
Основу экономики района составляет сельскохозяйственное производство. Крупные по объёмам выпускаемой продукции предприятия района: ООО «Вагинское», ПСК «Першинское», ПСК «Родники», ООО «Нива», СПК «Племзавод „Разлив“», ООО «Виола», ООО «Зерно», ООО «Суерь», ООО «Харвест», КФХ Ивановых, Кадочниковых, Бояркиных.
Ведущая отрасль промышленности района: лесозаготовительная. Производством древесины и пиломатериалов занимаются ООО «Курганстальмост-Лес», ООО «ТЭРА», ООО «Кособродский ДОЗ», ООО «Белозерское ХПП».
Предприятия других отраслей промышленности: ООО «Боровлянский стекольный завод», охотхозяйство «Камаганское».

## Пресса
Газета «Боевое слово» основана в 1931 году. Ранее носила названия «Белозерский колхозник» и «За коммунизм».

## Известные жители
Герои Советского Союза, родившийся на этой территории: Г. С. Налимов (1915—1945), А. Ф. Стенников (1904—1979)

### Руководители органов исполнительной власти

#### Глава Администрации Белозерского района
- 2000—2004 — Попандопуло Виктор Фёдорович, избран 26 ноября 2000 года
- 2004—2009 — Лукин Иван Иванович, избран 28 ноября 2004 года

#### Глава Белозерского района
- август 2009 — 5 апреля 2014 — Попов Иван Владимирович; ушёл в отставку.
- 5 апреля 2014 — 29 сентября 2014 — и. о. Терёхин Виктор Владимирович.
- 29 сентября 2014 — 20 марта 2019 — Терёхин Виктор Владимирович; избран 14 сентября 2014 года (более 70 % голосов избирателей); ушёл в отставку.
- 20 марта 2019 — 30 мая 2019 — и. о. Завьялов Александр Викторович.
- 30 мая 2019 — 14 июля 2020 — Зяблов Сергей Геннадьевич; 20 мая 2019 года единогласно избран тайным голосованием на заседании Белозерской районной Думы; ушёл в отставку.
- 15 июля 2020 — 18 декабря 2020 — и. о. Завьялов Александр Викторович.
- 18 декабря, 2020—2022 — Завьялов Александр Викторович; 9 декабря 2020 года единогласно избран тайным голосованием на заседании Белозерской районной Думы; с 20 мая 2022 года — руководитель ликвидационной комиссии, юридическое лицо Администрация Белозерского района (ИНН 4504004315) находится в стадии ликвидации.

#### Глава Белозерского муниципального округа Курганской области
22 июля 2022 года зарегистрирована Администрация Белозерского муниципального округа Курганской области (ИНН 4500002532).
- 22 июля 2022 — 30 июня 2023 — Завьялов Александр Викторович, досрочно сложил полномочия в связи с состоянием здоровья
- с 1 июля 2023 года — врио Богданова Наталья Алексеевна

### Руководители органов законодательной власти

#### Председатель Собрания депутатов Белозерского района
Собрание депутатов Белозерского района (с 2004 года — Белозерская районная Дума) было сформировано в 1996 году в соответствии с Законом Курганской области от 05 февраля 1996 года № 37 «О местном самоуправлении в Курганской области» и Законом Курганской области от 22 июля 1996 года № 67 «О выборах депутатов представительных органов местного самоуправления Курганской области». В соответствии с Уставом района были избраны 15 депутатов.
- I созыв (выборы 24 ноября 1996—2000) — Фомягин Сергей Вениаминович.
- II созыв (выборы 26 ноября 2000—2004) — Фомягин Сергей Вениаминович.

#### Председатель Белозерской районной Думы
- III созыв (выборы 28 ноября 2004—2009)
  - декабрь 2004—2008 — Козлов Владимир Петрович.
  - 2008—2009 — Курлов Николай Игоревич.
- IV созыв (выборы 14 марта 2010—2015)
  - март 2010 — 20 апреля 2012 — Курлов Николай Игоревич.
  - 20 апреля 2012—2015 — Тетёркин Анатолий Михайлович.
- V созыв (выборы 13 сентября 2015—2020)
  - сентябрь 2015 — 1 июля 2018 — Гилёв Юрий Викторович; трагически погиб.
  - 2018—2020 — Еланцева Татьяна Владимировна.
- VI созыв (выборы 13 сентября 2020—2022) — Еланцева Татьяна Владимировна; с 19 мая 2022 года — ликвидатор, 10 апреля 2023 года ликвидировано юридическое лицо Белозерская районная Дума (ИНН 4504006087).

#### Председатель Думы Белозерского муниципального округа
18 мая 2022 года зарегистрирована Дума Белозерского муниципального округа Курганской области (ИНН 4500001169)
- I созыв (выборы 24 апреля 2022—2027) — Макаров Пётр Александрович